# Fantasia (高見沢俊彦のアルバム)
『Fantasia』（ファンタジア）は、2010年8月25日にリリースされた高見沢俊彦の3枚目のオリジナル・アルバム。発売日はTHE ALFEEとして37回目のデビュー記念日であった。

## 概要
本作よりソロ活動での名義は高見沢俊彦ではなく、自身の愛称であるTakamiyに改名している。
前作『Kaleidoscope』より、3年1か月ぶりのリリースとなった。前作に同じく、氣志團の綾小路翔、みうらじゅん、Elvis Woodstock、元シャ乱Qのつんくが、作詞家として参加している。

### 制作
以前より高見沢と親交の深い、王子連合（ルーク篁、ANCHANG、KOJI）に加え、新たに元メガデスのマーティ・フリードマン、accessの浅倉大介、B'zの松本孝弘といったゲスト・ミュージシャンが参加している。
2005年までTHE ALFEEの専属ドラマーを務めた長谷川浩二、当時SEX MACHINEGUNSのドラマー・KEN'ICHIを迎え入れることで、よりツーバスの個性を際立たせる試みもなされている。
本作は総じてHR/HM色の強い作品となっており、メロディックスピードメタル系の楽曲が多く見られる。これは自身がソロにおいて、V-ROCK FESTIVAL '09に出演したことも影響している。

### リリース
3種類の販売形態によってリリースされており、通常盤に加え、限定盤は、紙ジャケット仕様によるCD＋DVD（「月姫」「VAMPIRE 〜誘惑のBlood〜」ミュージック・ビデオ収録）の2枚組。
完全生産限定盤は、所有ギターである「Takamiy ・Flying A-IV」型のUSBメモリ（音源データmp3、デジタルブックレット、前述のミュージック・ビデオ、デジタル写真集、オリジナルPC用デスクトップ・ピクチャー収載）仕様となっており、これは自身初の試みである。

## 収録曲
作詞・作曲：高見沢俊彦　編曲：高見沢俊彦 with 本田優一郎
1. エデンの君
  - 作詞：綾小路翔
  - 発売の翌年、「You in Eden」の題名で英語バージョンがリリースされた
2. 仮面の魔法
  - 編曲：高見沢俊彦
3. Fantasia 〜蒼穹の彼方
4. 夜桜お七
  - 作詞：林あまり 　作曲：三木たかし
  - 坂本冬美のカバー。『新堂本兄弟』において、高見沢が坂本と共演した際に楽曲に感銘を受け、選曲に至った。ミュージック・ビデオも制作され、本作購入者への抽選特典となった。
5. HEY! JOE!
  - 作詞：みうらじゅん
  - 平城京をイメージした楽曲
6. 月姫
  - 作詞：ANCHANG
  - 2ndシングル。
7. Snake & Marguerite
  - 作詞：Elvis Woodstock
8. VAMPIRE 〜誘惑のBlood〜 (Album Mix)
  - 3rd シングル。イントロのSEが多少追加されている。
9. Blood of Eternal
  - 編曲：高見沢俊彦  with 岸利至
10. クレオパトラの涙
  - 作詞：つんく　編曲：高見沢俊彦  with 鎌田雅人
11. One Way Love
  - 編曲：高見沢俊彦  with 岸利至
  - 「月姫」のパターンAのカップリング。

## 参加ミュージシャン
各参加者横の数字は参加した楽曲のトラック番号を表す。
- Voices
  - Takamiy (All Songs)
- E.Guitar
  - Takamiy (All Songs)
  - マーティ・フリードマン (1：solo)
  - 松本孝弘 (3：solo)　
  - ルーク篁 (4、7：solo)
  - ANCHANG (4、6、7：solo)
  - KOJI (4、7：solo)
- Programming
  - 浅倉大介 (2)
  - 本田優一郎 (1・3～8)
  - 岸利至 (9、11)
  - 鎌田雅人 (10)
- Bass
  - 中川量 (1、3～9、11)
  - 大桃俊樹 (2、10)
- Drums
  - 吉田太郎 (2、5、6、8、9、11)
  - 長谷川浩二 (3、7、10)
  - KEN'ICHI (1、4)
- E.Sitar , Mandolin
  - Takamiy (10)
- Organ
  - ただすけ (11)
- Choir
  - 東京混声合唱団 (8)